# Чудейська сільська рада
Чуде́йська сільська́ ра́да — адміністративно-територіальна одиниця та орган місцевого самоврядування у Сторожинецькому районі Чернівецької області. Адміністративний центр — село Чудей.

## Загальні відомості
- Населення ради: 5 456 осіб (станом на 2001 рік)

## Населені пункти
Сільській раді підпорядковані населені пункти:
- с. Чудей
- с. Нова Красношора

## Склад ради
Рада складається з 30 депутатів та голови.
- Голова ради: Долінська Мануела Георгіївна
- Секретар ради: Мігалецька Катерина Павлівна

### Керівний склад попередніх скликань
| Прізвище, ім'я, по батькові  | Основні відомості                                                 | Дата обрання | Дата звільнення |
| ---------------------------- | ----------------------------------------------------------------- | ------------ | --------------- |
| Герман Іриміє Павлович       | Сільський голова, 1949 року народження, безпартійний              | 26.03.2006   | 31.10.2010      |
| Долінська Мануела Георгіївна | Сільський голова, 1973 року народження, освіта вища, позапартійна | 31.10.2010   |                 |

Примітка: таблиця складена за даними сайту Верховної Ради України

### Депутати
За результатами місцевих виборів 2010 року депутатами ради стали:

#### За суб'єктами висування
| Суб'єкт висування | Кількість обраних депутатів | %   |
| ----------------- | --------------------------- | --- |
| Самовисування     | 30                          | 100 |

#### За округами
| № округу | Прізвище, ім'я, по батькові       | Дата визнання обраним | Освіта             | Партійна приналежність                | Відомості про обраного депутата                                                                |
| -------- | --------------------------------- | --------------------- | ------------------ | ------------------------------------- | ---------------------------------------------------------------------------------------------- |
| 1        | Іліуц Октавіан Миколайович        | 03.11.2010            | вища               | позапартійний                         | приватний підприємець                                                                          |
| 2        | Мігалецька Катерина Павлівна      | 03.11.2010            | вища               | позапартійна                          | Сторожинецька РДА, начальник відділу                                                           |
| 3        | Шикірлійська Леонора Іванівна     | 03.11.2010            | вища               | член Партії регіонів                  | Чудейський дошкільний навчальний заклад «Веселка», завідувач                                   |
| 4        | Сіменюк Валерій Радувич           | 03.11.2010            | середня спеціальна | позапартійний                         | приватний підприємець                                                                          |
| 5        | Веля Андріан Миколайович          | 03.11.2010            | вища               | позапартійний                         | Чудейське лісництво, лісник                                                                    |
| 6        | Гатеж Наталя Іллівна              | 03.11.2010            | вища               | позапартійна                          | тимчасово не працює                                                                            |
| 7        | Бурла Троян Миколайович           | 03.11.2010            | вища               | позапартійний                         | Чудейська загальноосвітня школа І-ІІІ ст. № 2, вчитель                                         |
| 8        | Кучурян Валентина Аврелівна       | 27.12.2010            | вища               | член Політичної партії «Наша Україна» | Чудейська загальноосвітня школа І-ІІІ ст., вчитель                                             |
| 9        | Збіхлі Валерій Октавіанович       | 03.11.2010            | вища               | позапартійний                         | тимчасово не працює                                                                            |
| 10       | Альбін Валеріян Семенович         | 03.11.2010            | вища               | позапартійний                         | Чудейська загальноосвітня школа І-ІІІ ст. № 2, вчитель                                         |
| 11       | Мотреску Георгій Костянтинович    | 03.11.2010            | вища               | позапартійний                         | Чудейський ЛПЦ Сторожинецького держлісгоспу, майстер                                           |
| 12       | Мотреску Георгій Миколайович      | 03.11.2010            | середня спеціальна | позапартійний                         | тимчасово не працює                                                                            |
| 13       | Кобринський Олексій Ксенофонтович | 03.11.2010            | вища               | член Партії регіонів                  | Сторожинецький держлісгосп, механік Чудейського транспортного цеху                             |
| 14       | Мотреску Ромена Андріянівна       | 03.11.2010            | вища               | позапартійна                          | Чудейська загальноосвітня школа І-ІІІ ст. № 1, вчитель                                         |
| 15       | Биндю Костянтин Радович           | 03.11.2010            | середня            | позапартійний                         | тимчасово не працює                                                                            |
| 16       | Бурла Марія Костянтинівна         | 03.11.2010            | вища               | позапартійна                          | Чудейська допоміжна школа-інтернат, педагог                                                    |
| 17       | Мікайлу Костянтин Михайлович      | 03.11.2010            | середня спеціальна | позапартійний                         | тимчасово не працює                                                                            |
| 18       | Мотреску Троян Костянтинович      | 03.11.2010            | вища               | позапартійний                         | Сторожинецька районна лікарня ветеринарної медицини, ветеринар                                 |
| 19       | Мотреску Сильвестр Миколайович    | 03.11.2010            | вища               | позапартійний                         | Монастир с. В-Петрівці, служитель                                                              |
| 20       | Паращук Світлана Василівна        | 03.11.2010            | середня            | позапартійна                          | продавець                                                                                      |
| 21       | Чокан Олена Костянтинівна         | 03.11.2010            | вища               | член Політичної партії «Наша Україна» | Чудейська загальноосвітня школа І-ІІІ ст. № 2, вчитель                                         |
| 22       | Биндю Микола Мірчович             | 03.11.2010            | середня            | позапартійний                         | приватний підприємець                                                                          |
| 23       | Іліуц Олена Василівна             | 03.11.2010            | вища               | позапартійна                          | Чудейська загальноосвітня школа І-ІІІ ст. № 1, заступник директора з навчально-виховної роботи |
| 24       | Петрашеску Раду Емануїлович       | 03.11.2010            | вища               | позапартійний                         | Чудейська загальноосвітня школа І-ІІІ ст. № 1, директор                                        |
| 25       | Падуре Мірча Іванович             | 03.11.2010            | середня спеціальна | позапартійний                         | Сторожинецький лісгосп, водій                                                                  |
| 26       | Чокан Василь Костянтинович        | 03.11.2010            | середня спеціальна | позапартійний                         | приватний підприємець                                                                          |
| 27       | Педуре Ліліана Георгіївна         | 03.11.2010            | середня спеціальна | позапартійна                          | Чудейська сільська рада, бухгалтер                                                             |
| 28       | Биндю Михайло Миколайович         | 03.11.2010            | середня            | позапартійний                         | пенсіонер                                                                                      |
| 29       | Биндю Раду Георгійович            | 03.11.2010            | середня спеціальна | позапартійний                         | Чудейське лісництво, майстер лісу                                                              |
| 30       | Чокан Ілля Костянтинович          | 03.11.2010            | вища               | член Політичної партії «Наша Україна» | приватний підприємець                                                                          |